# Machtum
Machtum (luxembourgeois : Meechtem) est une section de la commune luxembourgeoise de Wormeldange située dans le canton de Grevenmacher.

## Personnalités liées à la commune
- Jean Mich, sculpteur